# Kwantor (taalkunde)
Een kwantor of numerieke bepaling is in de syntaxis een determinator die meer informatie verschaft over de al dan niet telbare hoeveelheid van het woord waar het bij hoort (meestal een zelfstandig naamwoord, dat wel of geen stofnaam kan zijn).
Een kwantor hoeft geen telwoord te zijn. Ook woorden die een al dan niet telbare beperkte hoeveelheid aanduiden, zoals sommige, vele, alle en enkele, zijn kwantoren. Bijvoorbeeld:
- Enkele mensen kwamen naar buiten.
- Elk stuk is weg.

In de bovenstaande zinnen wordt door middel van de kwantoren "enkele" en "elk" verwezen naar een kwantiseerbaar geheel, wat wil zeggen een geheel dat niet in wezen gelijk is aan elk van de afzonderlijke "componenten". Dit is wel het geval voor hoeveelheden met een cumulatieve referentie. Deze laatste hoeveelheden worden eveneens beschreven door kwantoren, maar dan van de niet-telbare hoeveelheden, zoals veel:
- Er is veel melk over.

## Verwante begrippen
Een kwantor wordt beschouwd als een taalkundige operator.